# Corredor del Mediterrani
|  | Per a l'article de la línia de ferrocarril d'alta velocitat vegeu Corredor Mediterrani (ferrocarril) |

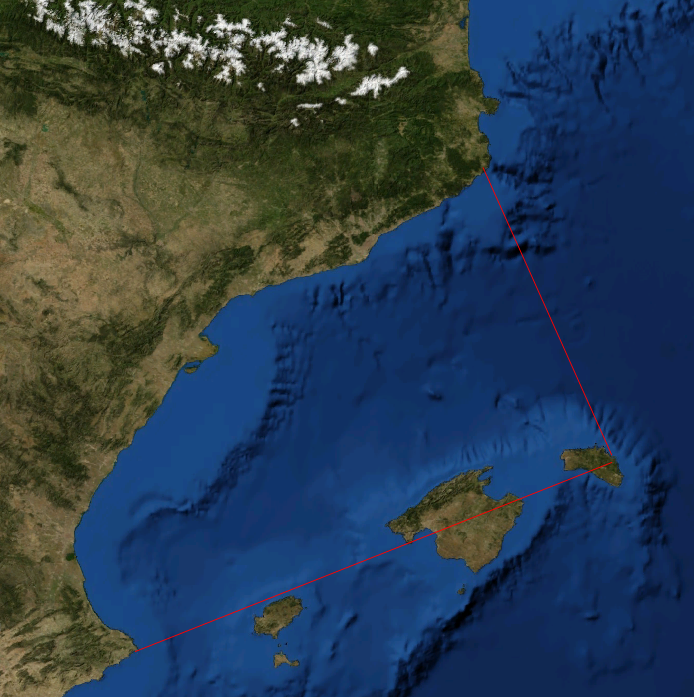
Costa mediterrània compresa pel Corredor

El Corredor del Mediterrani o Corredor Mediterrani és un terme politicoeconòmic que designa l'eix viari i econòmic entre Barcelona i València. Tanmateix aquest pot designar per extensió una línia més àmplia, de Perpinyà a Alacant o Múrcia, depenent del context polític (coincidiria doncs amb els dos territoris de Catalunya i el País Valencià o purament econòmic (relatiu a la zona d'influència econòmica de Barcelona i València, o pels ports de Barcelona, Tarragona, Castelló, València i Alacant, i així inclouria la Regió de Múrcia).
El Corredor Mediterrani és la columna vertebral de l'Euroregió Arc Mediterrani, on es concentren algunes de les principals àrees urbanes de la península i on viuen uns 16 milions de persones. Aquesta àrea genera el 40% del PIB espanyol i aglutina més del 50% de la producció industrial i agrària espanyola en valor. Aquest eix representa prop del 50% del trànsit total de mercaderies de l'estat espanyol i el 60% de les mercaderies que es mouen en tren. La quota del ferrocarril respecte del transport per carretera és, però, molt baixa (2-3%) i té molt marge per créixer fins als valors d'altres països europeus (20%).

## Importància
En l'actualitat, la zona compresa pel Corredor (essencialment la costa mediterrània dels Països Catalans continentals) concentra la major part de la població de Catalunya i el País Valencià, aproximadament 10 milions de persones, com també la gairebé totalitat de la seua indústria. Part del motiu és que el corredor constitueix una de les poques planúries contínues, així permetent un pas més fàcil i ràpid; mentre l'altra és la seua proximitat a la mar, durant mil·lenni un motor econòmic incomparable i encara avui en dia la principal font d'ingressos per als territoris esmentats. Caldria parlar també del valor del turisme i també el turisme residencial, que apugen la població i unflen els ingressos a partir del sector de serveis i construcció.

## Comunicacions
És aleshores una franja costanera amb un alt índex de població, indústria i activitat portuària, tots tres necessitant unes vies de comunicació importants. La principal és l'Autopista del Mediterrani, juntament amb el corredor ferroviari del mateix nom. També destaquen pel seu elevat trànsit la N-332 i l'Autovia del Mediterrani, encara amb trams en construcció o projecte.
Durant molt de temps l'estatus de via pagant o de peatge de l'autopista ha sigut una polèmica, la qual cosa s'intenta superar amb la progressiva reducció dels trams de pagament o la construcció de vies ràpides paral·leles (com l'autovia esmentada). Una nova polèmica és la data de l'arribada del TGV al Corredor, un projecte que ha passat a segona pàgina davant de la primacia de les línies Barcelona-Madrid i València-Madrid. En realitat ve d'una històrica reclamació perquè la línia convencional entre Tarragona i Castelló de la Plana siga desdoblada. Aquesta via ferroviària única ha suposat un enrenou per al desenvolupament de l'economia d'aquesta costa i ha dificultat el pas de mercaderies i persones entre Catalunya i el País Valencià. Tanmateix a hores d'ara no hi ha cap data fixa pel seu desdoblament o per la construcció d'una línia d'alta velocitat. Vegeu Corredor Mediterrani (ferrocarril).

## Història
El Corredor coincideix en gran part amb l'antiga Via Augusta, un eix creat durant l'època romana per facilitar el moviment dels seus exèrcits però també per connectar els ports romans, com Tarraco, entre ells. Durant les guerres púniques (219 aC) Hanníbal recorregué aquest eix per arribar a Roma. Amb la Reconquesta, les tropes de Jaume I arriben a València a través d'aquest mateix camí. És doncs un eix molt històric que ha tingut un paper decisiu en el desenvolupament cultural, econòmic i polític dels territoris relacionats.
La necessitat del Corredor del Mediterrani ja era un convenciment abans de la Guerra civil espanyola. Són casos destacables el financer vinculat a la dreta liberal valencianista Ignasi Villalonga i Romà Perpinyà Grau, qui al principi del segle xx va "albirar la necessitat de connectar amb vies d'alta capacitat tota la franja mediterrània".
El 2017 fou nomenat Juan Barios Baquero coordinador del Corredor Mediterrani pel ministeri de Foment.
El juliol de 2018 Josep Vicent Boira va ser nomenat pel ministre de Foment, José Luis Ábalos, coordinador del Corredor Mediterrani. Substitueix el català Juan Barios.
En el context del projecte de la Nova Ruta de la Seda, Ceva Logistics va establir una ruta pel corredor mediterrani via carretera per a camions que connecta el País Valencià amb la República Popular de la Xina. Ceva Logistics era una de les principals operadores logístiques del món.

## Vegeu
- Arc mediterrani
- Llevant (geografia)